# Microclysia
Microclysia is een geslacht van vlinders van de familie spanners (Geometridae), uit de onderfamilie Ennominae.

## Soorten
- M. ferruginea Butler, 1882
- M. gemeloides Dognin, 1894
- M. paulseni Bartlett-Calvert, 1893
- M. philippii Bartlett-Calvert, 1891
- M. piersonae Sperry, 1954
- M. pristopera Prout, 1916
- M. reticulata Butler, 1882